# Glossina morsitans
Glossina morsitans es una especie de mosca tsetsé del género Glossina. Es uno de los mayores vectores de Trypanosoma brucei rhodesiense en las sabanas de África.

## Taxonomía
Glossina morsitans es clasificado a veces en el subénero Glossina y otras en el grupo de especies morsitans.

## Morfología

### Huevo

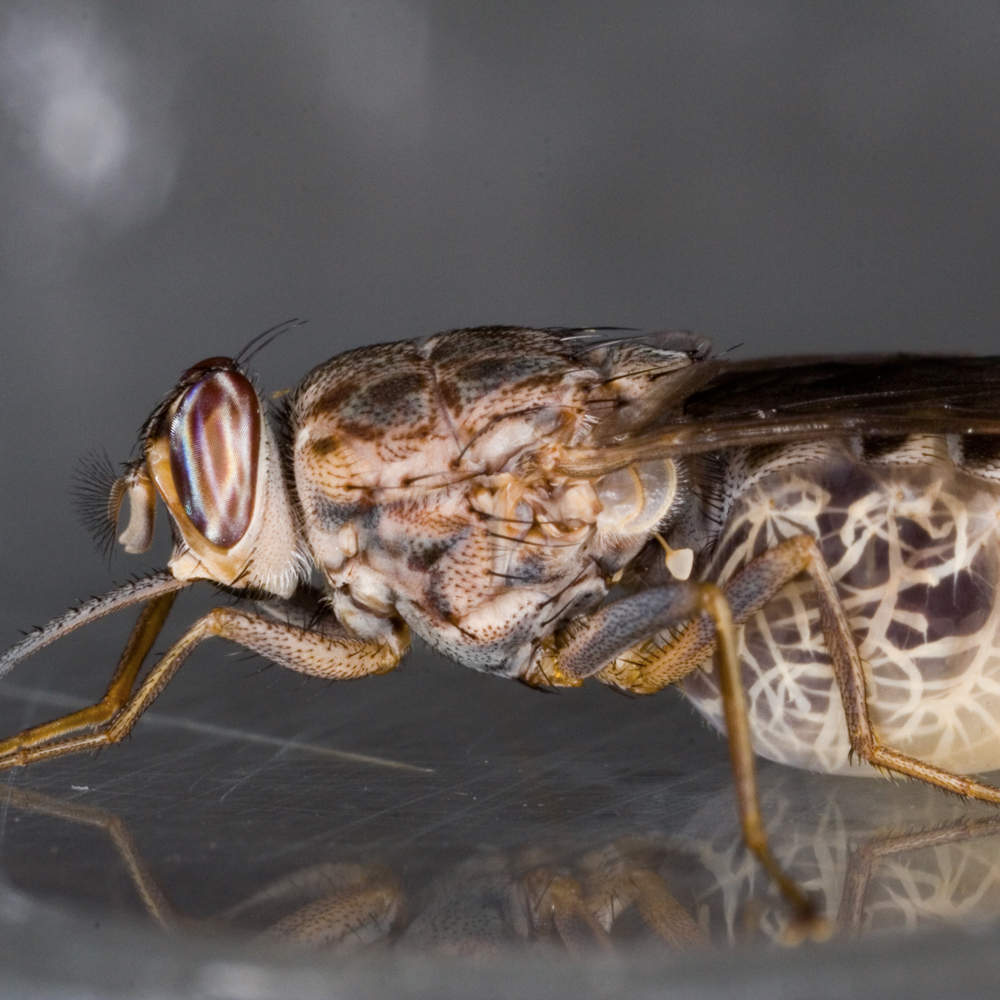
Hembra preñada.

Alrededor de |1.5 a 1.6 mmde largo.

### Larva
Primer estadio: mide 1.8 mm de largo.
Segundo estadio: mide 4.5 mm de largo.
Tercer estadio: mide 6-7 mm de largo.

### Adulto
Los adultos miden 7.75 mm. A veces es posible diferenciar a G. morsitans de sus congéneres con el ojo desnudo. Hay diferencias marcadas de coloración. Se lo diferencia mejor por observación microscópica.

## Metabolismo
Los músculos del vuelo funcionan por medio de prolina que es sintetizada a partir de ácidos grasos mobilizados de la grasa corpórea. La prolina es usada eficientemente por las mitocondrias musculares porque tienen enzimas especializadas en oxidar prolina en lugar de enzimas que usan ácidos grasos y piruvato.

## Distribución

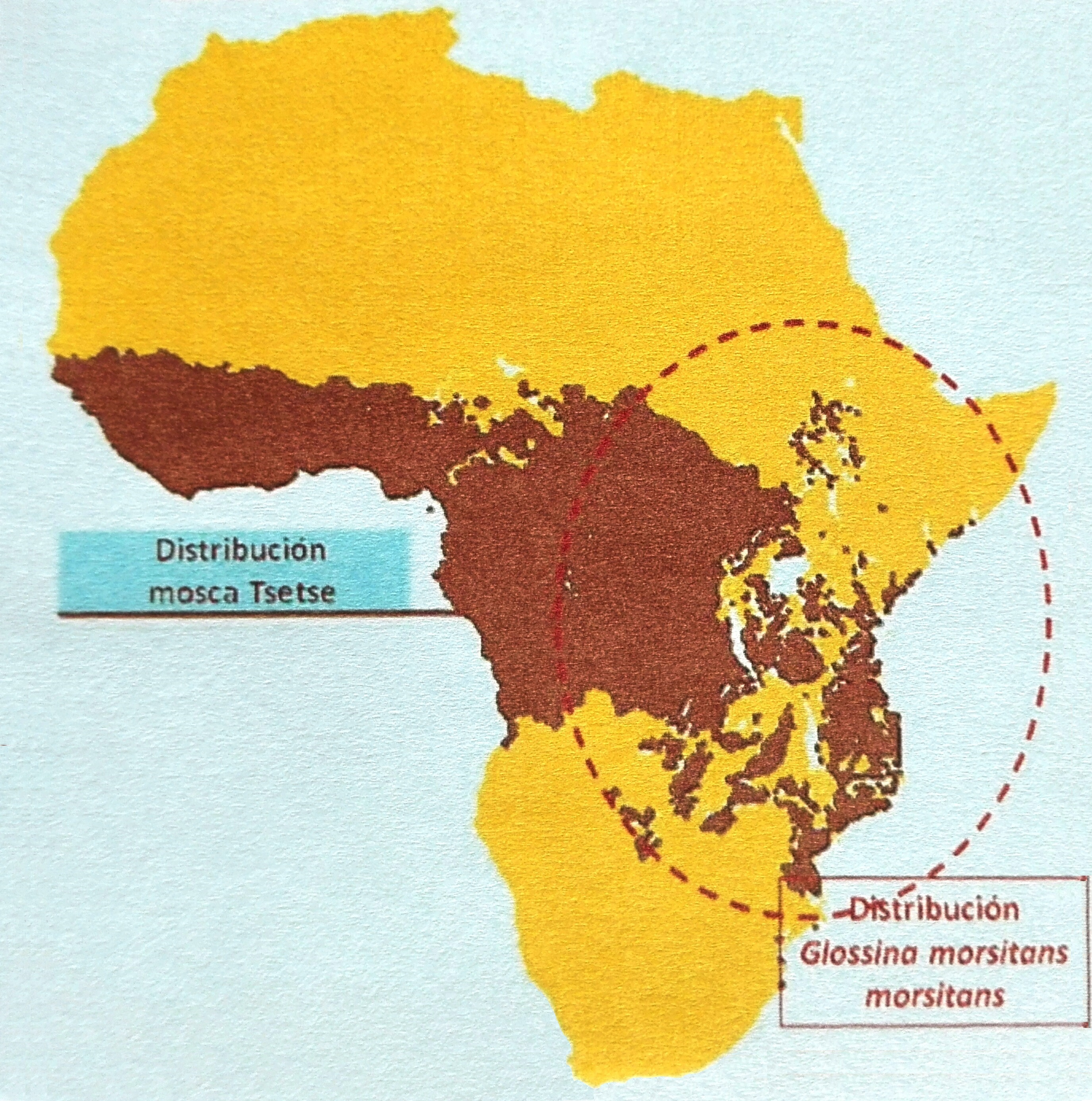
Mapa de la distribución de Glossina en África, especialmente G.m.m., de es:User:Estefanía Alonso Gómez

G. morsitans es abundante en el este de África, África ecuatorial: Angola, Benín, Botsuana, Burkina Faso, Burundi, Camerún, República Centroafricana, Chad, República democrática del Congo, Etiopía, Gambia, Ghana, Guinea, Guinea-Bisáu, Costa de Marfil, Kenia, Malaui, Malí, Mozambique, Namibia, Níger, Nigeria, Ruanda, Senegal, Sierra Leona, Sudáfrica, Sudán, Tanzania, Togo, Uganda, Zambia, y Zimbabue.

## Huéspedes
G. morsitans se alimenta de jabalíes, bueyes, búfalos, Tragelaphus y humanos.

## Genoma
Se publicó la secuencia genómica en 2014. El genoma de G. morsitans' ha incorporado algunos genes de su simbionte Wolbachia. Carecen del sentido del gusto del sabor dulce, posiblemente debido a que se alimentan exclusivamente de sangre.

## Simbiontes
G. morsitans morsitans es un simbionte obligado de Wigglesworthia glossinidia y Wolbachia (sin. Wigglesworthia). G. m. m. es estéril y sin Wolbachia es incompatible reproductivamente con moscas normales.

## Impacto económico
Las tripanosomiasis transmitidas por G. morsitans y otras especies de moscas tsetsé son uno de los problemas económicos más serios en África. Han cambiado radicalmente la ganadería en África central, afectando la vida pastoril de esas regiones. Esto ha dejado menos de un millón de km² de tierra utilizable para ganadería. Si se pudieran practicar los métodos ganaderos de 1963, sería posible criar unas 125,000,000 de cabezas adicionales, más del doble de las 114,000,000 que son criadas en el presente.